# Marie-Louise Tenèze
Marie-Louise Tenèze, née le 24 août 1922 à Longeville-lès-Saint-Avold en Moselle et morte le 12 octobre 2016 à Paris, est une théoricienne littéraire, spécialiste des contes populaires français et francophones. Maître de recherche au Centre national de la recherche scientifique, elle dirigea les publications de la Société d'ethnographie française / société d'ethnologie française (1952-1970).
Son œuvre la plus connue est Le Conte populaire français : catalogue raisonné des versions de France et des pays de langue française d'outre-mer, une entreprise initialement conduite par Paul Delarue et laissée inachevée par celui-ci. Son œuvre théorique est concentrée dans deux ouvrages dont l'un (sur les organisations narratives des contes merveilleux français) est parus en 2004 aux éditions Maisonneuve et Larose. Le second - posthume et issu d'un séminaire de l'EHESS à Brest-, est paru en juillet 2024 aux éditions L'Harmattan dans la collection 'Anthropologie du Monde Occidental' sous le titre Le conte merveilleux. Séminaire de Brest et textes inédits.

## Biographie
Marie-Louise Tenèze est née en 1922 à Longeville-lès-St-Avold, dans le département de la Moselle. Après des études de germanistique, romanistique et  de folklore à l'Université de Heidelberg et la rédaction d'un mémoire sur les Coutumes et croyances lorraines concernant le feu et l'eau, elle entreprend une licence de Lettres modernes à l’Université de Strasbourg. Stagiaire du CNRS à l'Institut des Hautes Études alsaciennes, elle travaille alors au recensement des travaux d’ethnologie régionale et à la diffusion du questionnaire d'enquête pour l'Atlas folklorique de France sur cette région.
Entrée au Centre d'Ethnographie française (plus tard Centre d'Ethnologie française, CNRS et Musée National des Arts et Traditions Populaire) à Paris, elle prend en charge le bulletin Le mois d'ethnographie française puis la revue Arts et Traditions populaires et rédige la partie française de la Bibliographie internationale des Arts et traditions populaires.
La rencontre avec Paul Delarue, qui termine le premier volume de son Catalogue raisonné des contes populaires français, marque le tournant décisif dans son itinéraire. Après la mort de celui-ci, en 1957, elle fait paraître le second volume du catalogue que l’on nommera désormais « le Delarue-Tenèze ».
Avant d’aborder la suite du chantier, elle passe de l’archive au terrain en prenant la responsabilité de l’enquête de littérature orale dans le cadre de la Recherche coopérative sur programme du CNRS en Aubrac, au sud du Massif Central. Elle y travaille avec Alain Rudelle, chargé de la partie linguistique occitane, et noue un dialogue fructueux avec Jean-Michel Guilcher, qui y conduit l’enquête sur les danses populaires. Au contact des conteurs et conteuses, porteurs actifs de la tradition, elle met en évidence les processus de production et de transmission des récits oraux et leurs liens avec les autres aspects de la culture régionale.
Elle poursuivra cette approche du conteur « en acte » en explorant les archives du folkloriste Victor Smith qui, au milieu du XIXe siècle, s’était attaché à la personnalité et au répertoire d’une fabuleuse conteuse et chanteuse ardéchoise, Nannette Lévesque. Ce répertoire restait inédit malgré le souci qu’en avait eu Paul Delarue. Insistant sur sa forte cohérence, liée à la vision du monde de la conteuse, Marie-Louise Tenèze publie et analyse ce répertoire complet ainsi que les nombreuses notes de Smith, cependant que Georges Delarue édite les chansons dans le même ouvrage, paru en 2000 aux éditions Gallimard. Les contes du Velay recueillis par Smith auprès d’autres conteurs font l’objet d’un second ouvrage en 2005.
La recherche de M.-L. Tenèze sur les contes merveilleux comme genre aboutit en 2004 à la publication d’un ouvrage théorique sur Les contes merveilleux français, recherche de leurs organisations narratives. Elle accepte comme hypothèse de départ la conclusion de Vladimir Propp  sur l’unité morphologique de ce genre narratif mais s’appuie également sur la notion de conte-type, définie en 1910 par le folkloriste finnois Antti Aarne, qui sert de base à la classification internationale des contes populaires et donc au catalogue français. M.-L. Tenèze propose de mettre au jour un ordre interne de ce genre narratif particulier qu'est le conte merveilleux. Elle y distingue des groupes et sous-groupes sur la base de la série de « choix » distinctifs, qu’ils réalisent. En conclusion, prenant ses distances par rapport à l’affirmation proppienne d’une forme archétypale pour tous les contes merveilleux, M.-L. Tenèze avance l’hypothèse d’une évolution de la composition et de la signification du genre.
Membre du bureau de l’ISFNR dès sa fondation, de 1960 à 1964, Marie-Louise Tenèze est, depuis 1992, membre d’honneur des Folklore Fellows à Helsinki. Tout au long de sa longue carrière elle s’est attachée autant à comprendre les processus de composition et de transmission des récits populaires qu’à la question de leur classement. Ses articles la montrent soucieuse de replacer les contes dans leurs « contextes », ouverte aussi au dialogue avec d’autres disciplines comme la sociologie de la famille, la psychologie ou les études d’ethno-littérature.
Le travail de Marie-Louise Tenèze concernant le catalogue des contes populaires français continue à Toulouse, au LISST/ Centre d'anthropologie sociale : un volume de supplément au catalogue des contes merveilleux français, établi par Josiane Bru et édité par Bénédicte Bonnemason au LISST/ Centre d'anthropologie sociale, est paru aux Presses universitaires du Midi en octobre 2017 et la  transcription avec traduction française des contes recueillis en occitan en Aubrac lors de sa mission CNRS de 1964-1966 aux éditions Letras d'òc.en 2019 (enregistrements propriété du MNATP et MUCEM à Marseille, copie intégrale au COMDT à Toulouse ainsi qu'aux Archives départementales du Cantal à AUrillac).
Pour plus de précisions on consultera la notice Tenèze et ses annexes sur l'Encyclopédie Bérose (en ligne)  

## Œuvre
Ouvrages :
Le conte merveilleux. Séminaire de Brest et textes inédits, L'Harmattan,"Anthropologie du monde occidental", 2024.
Les contes merveilleux français. Recherche de leurs organisations narratives, Paris, Maisonneuve et Larose, 2004.
Le catalogue du conte populaire français:
- [avec +Paul Delarue] Le Conte populaire français. Catalogue raisonné des versions de France... Tome deuxième [Contes merveilleux, deuxième partie]. Paris, Ed. G.-P. Maisonneuve et Larose, 1964.
- Le Conte populaire français. Catalogue raisonné des versions de France. Paris : Maisonneuve et Larose, 1997. Réimpr. 2002. [Quatre tomes en un volume reprenant les Contes merveilleux (1957 et 1964), les Contes d’animaux (1976) et les Contes religieux (1985)].
- Le conte populaire français : Contes-nouvelles' Tome quatrième, deuxième volume, Paris, Éd. du C.T.H.S., 2000. Coll. Références de l’ethnologie. Avec la collaboration de Josiane Bru.
- Collectes publiées et autres ouvrages:
- Contes d'Aubrac, cuelhits per Marie-Louise Tenèze, amb la collaboracion d'Alain Rudelle. Tolosa, Letras d'òc, 2019, 368 p. [contes occitans recueillis en 1964-66 dans le cadre de la RCP du CNRS en Aubrac] https://www.letrasdoc.org/fr/catalogue/contes-daubrac-2/

- [M.Louise Tenèze et Georges Delarue éditeurs] Nannette Lévesque, conteuse et chanteuse au pays des sources de la Loire, Paris, Gallimard, 2000. Collection le langage des contes.
- Contes du Velay Contes recueillis par Victor Smith de 1869 à 1876. Commentaires de Marie-Louise Tenèze. Retournac, éditions du Musée des Manufactures de Dentelles, 2005.
- Récits et contes populaires d'Auvergne/1 recueillis par Marie-Louise Tenèze dans le pays d'Aubrac. Paris, Gallimard, 1978. Coll. Récits et contes populaires.
- Littérature orale narrative. Extrait de L'Aubrac Tome V -Ethnologie contemporaine III. Paris, Centre national de la Recherche Scientifique, 1975, p. 31-164.
- Approche de nos traditions orales sous la direction de M. L. Tenèze. Paris, G.-P. Maisonneuve et Larose. Arts et traditions populaires n°1-3, 1970.
- Rencontre des peuples dans le conte. I. France-Allemagne. Begegnung der Völker im Märchen. I. Frankreich-Deutschland. Aschendorff, Munster, 1961 (Gesellschaft zur Pflege des Märchengutes der europaïschen Völker) [Partie française].

.Parmi les articles :
- La Fille Difficile et le Mari lointain. Réflexions comparatives à partir de quelques contes de France et d’Europe. La fille difficile. Un conte-type africain. Paris, CNRS éditions, 2001, pp. 299-315.
- Si beau l’arbre et si beau le fruit ’. Introduction au répertoire narratif de Nannette Lévesque. Tradition et Histoire dans la culture populaire. Rencontre autour de l’œuvre de Jean-Michel Guilcher. Grenoble, Centre alpin et rhodanien d’ethnologie, 1990, pp. 99-116 (Documents d’ethnologie régionale, vol. 11).
- Littérature orale, littérature écrite. Arts et traditions populaires, 1987, 15e année, pp. 87-98.
- Le chauffeur du Diable : des ‘contextes’ d’un conte. Le conte : Pourquoi ? Comment ? Paris : Eds du CNRS, 1984, pp. 348-376.
- La famille dans les contes populaires : la relation du (des) frère(s) et de la sœur. Dialogue, n° 84, 1984, pp. 124-138.
- Charles Joisten et le folklore des Alpes françaises : présentation d’une recherche. Le Monde alpin et rhodanien, 1982, n° spécial : Croyances, récits et pratiques de tradition. Mélanges Charles Joisten (1936-1981), pp. 11-18.
- Cycle de Cendrillon. Institut de calcéologie, bulletin n° 1, Romans, 1982, pp. 15-25.
- Collectes de littérature orale : contes. Hier pour demain. Arts, Traditions et Patrimoine. Paris, Ed. de la Réunion des musées nationaux, 1980, pp. 127-135.
- Du conte-type et du genre. Fabula, 1979, Bd 20, 231-238.
- Les catalogues de contes : outils pour quelles recherches ? Quand le crible était dans la paille... Hommage à P. N. Boratav. Paris, Maisonneuve et Larose, 1978, p. 359-364.
- Motifs stylistiques de contes et aires culturelles. Aubrac et France du Centre. Mélanges de folklore et d’ethnographie dédiés à la mémoire d’Elisée Legros. Liège, Musée Wallon, 1973, p.45-83.
- Du conte merveilleux comme genre. Approche de nos traditions orales. Paris, G.-P. Maisonneuve et Larose, 1970, p. 11-65.
- Littérature orale, littérature écrite. Arts et traditions populaires, 1967, 15e année, pp. 87-98.
- Introduction à l’étude de la littérature orale : le conte. Annales ESC, 24e année, 1969, pp. 1104-1120  (en ligne)
- Les contes de Perrault. Culture savante et traditions populaires (à propos de la parution de l’ouvrage de Marc Soriano). Bulletin folklorique d’Île-de-France, 1969, 31e année, 4e série, pp. 145-149.
- Aperçu sur les contes d’animaux les plus fréquemment attestés dans le répertoire français. IV. International Congress for Folk Narrative Research in Athens. Lectures and Reports, Ed. G. A. Megas, Athens, 1965, pp. 569-575.
- À propos de contes d'animaux. Mélanges en l'honneur de Luc Lacourcière. Folklore français d'Amérique. Dir. Jean-Claude Dupont. Ottawa, Lemeac Inc. Edit., 1978, pp. 1978-420.
- Le conte populaire français : réflexion sur un itinéraire. Arts et Traditions populaires, n° 3-4 1964, p. 193-203.
- Jean de Calais (conte-type 506A) en France : tradition écrite, tradition orale, imagerie. Humaniora, Essays in Literature, Folklore, Bibliography Honouring Archer Taylor…, New York, 1960, pp 286-308.

- À propos du manuscrit de 1695 des Contes de Perrault. Arts et traditions populaires, 1959, 7e année, pp. 71-74.
- ‘Si Peau d’Âne m’était conté...’ À propos de trois illustrations des Contes de Perrault. Arts et traditions populaires, 1957, 5e année, pp. 313-315.
- Une contribution fondamentale à l’étude du folklore français : Le conte populaire français. Catalogue raisonné des versions de France et des pays de langue française d’outre-mer. Tome I. (Suivi de) Bibliographie des travaux folkloriques de Paul Delarue. Arts et traditions populaires, juillet-décembre 1957 (6e année), pp. 289-303 et 303-307.

Premiers articles sur l'ethnologie de la France rurale
- De quelques travaux français et étrangers consacrés au paysan dans la littérature française, du XIe au XVIIIe siècle. L’Ethnographie, Bull. de la Société d’ethnographie de Paris, 1966-1967, pp. 3-15.
- De quelques coutumes protectrices contre la foudre en Moselle. Annales de l’Est, Nancy, 5e série, 2e année, 1951, pp. 127-135.
- De quelques coutumes et croyances se rattachant aux cierges en Moselle. Annales de l’Est, Nancy, 5e série, 2e année, 1951, pp. 317-326.
- Le folklore des eaux dans le département de la Moselle. Nouvelle Revue des Traditions populaires, Paris, t. II, 1950, pp. 134-161 et 309-330.

Notices dans Enzyklopädie des Märchens, Berlin, de Gruyter éd., s. v. : 
Agnostische Theorie ; Bibliothèque bleue ; Bis in die Wurzel ; Frankreich.
et bio-bibliographies de : 
Bédier, Joseph ; Carnoy, Henri ; Cosquin, Emmanuel ; Delarue, Paul ; Massignon, Geneviève ; Millien, Achille.
Autres notices biographiques
- Charles Joisten. Ethnologie française, 1981-82, pp. 181-182,
- Geneviève Massignon (1921-1966). Arts et traditions populaires, 1966, 14e année, pp. 241-243.
- Paul Delarue (1889-1955). Fabula, 1957, Bd. I, Heft 1-2, pp. 162-163.